# Callum Voisin
Callum Voisin (Ginebra, Suiza; 6 de marzo de 2006) es un piloto de automovilismo británico-suizo. Fue campeón del Campeonato GB3 en 2023 con dos victorias y once podios. Desde 2024 compite en el Campeonato de Fórmula 3 de la FIA para Rodin Motorsport.
Voisin fue uno de los diez candidatos finales para el Premio Autosport BRDC en 2022.

## Carrera

### Campeonato Juvenil Ginetta
Voisin comenzó su carrera en las carreras de autos a la edad de 15 años en el Campeonato Juvenil Ginetta en R Racing.

### Campeonato GB3

#### 2022
En 2022, Voisin avanzó al Campeonato GB3 con Carlin, formando equipo con Javier Sagrera y Roberto Faria. Habiendo comenzado con una ronda sin complicaciones en Oulton Park, Voisin obtendría su primer resultado entre los cinco primeros en el próximo evento en Silverstone, antes de saborear la victoria por primera vez en monoplazas, ganando la Carrera 1 en Donington.
Continuó impresionando en la siguiente ronda, celebrada en Snetterton, donde logró otra victoria después de obtener su primera pole position en la serie. Otro podio llegó en la Carrera 3 en Spa-Francorchamps, donde, habiendo sido originalmente declarado ganador, una regla de bandera roja negó a Voisin el primer lugar, y la victoria fue otorgada a Tommy Smith.
A la semana siguiente, el británico logró un par de poles que, a pesar de no poder convertirlas en victorias, le otorgaron dos segundos puestos. Voisin terminó su temporada con otra victoria en el Donington Park, lo que lo dejó cuarto en la clasificación general, por delante de sus dos compañeros de equipo.
Además, Voisin ganó la Copa Jack Cavill Pole Position por acumular el mayor número de poles a lo largo de la campaña.

#### 2023
Voision se quedó con el renombrado Rodin Carlin para el Campeonato GB3 de 2023.

### Campeonato USF Pro 2000
A fines de octubre de 2022, Voisin participó en una prueba del Campeonato USF Pro 2000 en el Indianapolis Motor Speedway con Jay Howard Driver Development.

## Resumen de carrera
| Temporada | Categoría                         | Equipo           | Carreras     | Victorias    | Poles        | VR           | Podios       | Puntos       | Pos.         |
| --------- | --------------------------------- | ---------------- | ------------ | ------------ | ------------ | ------------ | ------------ | ------------ | ------------ |
| 2021      | Campeonato Juvenil Ginetta        | R Racing         | 25           | 7            | 3            | 6            | 11           | 415          | 6.º          |
| 2022      | Campeonato GB3                    | Carlin           | 24           | 3            | 5            | 4            | 6            | 359          | 4.º          |
| 2023      | Campeonato GB3                    | Rodin Carlin     | 23           | 2            | 6            | 1            | 11           | 484          | 1.º          |
| 2024      | Campeonato de Fórmula 3 de la FIA | Rodin Motorsport | 20           | 1            | 1            | 1            | 2            | 67           | 12.º         |
| 2025      | Campeonato de Fórmula 3 de la FIA | Rodin Motorsport | Disputándose | Disputándose | Disputándose | Disputándose | Disputándose | Disputándose | Disputándose |
| Fuente:   |                                   |                  |              |              |              |              |              |              |              |

## Resultados

### Campeonato GB3
(Clave) (negrita indica pole position) (cursiva indica vuelta rápida puntuable)

| Año   | Equipo       | 1   | 1   | 1   | 2   | 2   | 2   | 3   | 3   | 3    | 4   | 4   | 4    | 5   | 5   | 5   | 6   | 6   | 6   | 7   | 7   | 7   | 8   | 8   | 8   | Pos. | Puntos |
| ----- | ------------ | --- | --- | --- | --- | --- | --- | --- | --- | ---- | --- | --- | ---- | --- | --- | --- | --- | --- | --- | --- | --- | --- | --- | --- | --- | ---- | ------ |
| 2022  | Carlin       | OUL | OUL | OUL | SIL | SIL | SIL | DON | DON | DON  | SNE | SNE | SNE  | SPA | SPA | SPA | SIL | SIL | SIL | BRH | BRH | BRH | DON | DON | DON | 4.º  | 359    |
| 2022  | Carlin       | 20  | 9   | 132 | 10  | 5   | 83  | 1   | 7   | 613  | 1   | Ret | 175  | 8   | 10  | 23  | 2   | 2   | 415 | 9   | 13  | Ret | 1   | 9   | Ret | 4.º  | 359    |
| 2023* | Rodin Carlin | OUL | OUL | OUL | SIL | SIL | SIL | SPA | SPA | SPA  | SNE | SNE | SNE  | SIL | SIL | SIL | BRH | BRH | BRH | ZAN | ZAN | ZAN | DON | DON | DON | 1.º* | 353*   |
| 2023* | Rodin Carlin | 3   | 2   | Ret | 6   | 3   | 48  | 2   | 2   | 1015 | 3   | Ret | 1112 | 3   | 5   | C   | 2   | 1   | 149 |     |     |     |     |     |     | 1.º* | 353*   |

- * Temporada en progreso.

### Campeonato de Fórmula 3 de la FIA
(Clave) (negrita indica pole position) (cursiva indica vuelta rápida puntuable)

| Año   | Escudería        | 1   | 1   | 2   | 2   | 3   | 3   | 4   | 4   | 5   | 5   | 6   | 6   | 7   | 7   | 8   | 8   | 9   | 9   | 10  | 10  | Pos. | Puntos | Ref.   |
| ----- | ---------------- | --- | --- | --- | --- | --- | --- | --- | --- | --- | --- | --- | --- | --- | --- | --- | --- | --- | --- | --- | --- | ---- | ------ | ------ |
| 2024  | Rodin Motorsport | SAK | SAK | MEL | MEL | IMO | IMO | MON | MON | BAR | BAR | SPI | SPI | SIL | SIL | BUD | BUD | SPA | SPA | MNZ | MNZ | 12.º | 67     | [ 20 ] |
| 2024  | Rodin Motorsport | 17  | 21  | 18  | 21  | Ret | 29  | 12  | 13  | Ret | 16  | 14  | 25  | 4   | 3   | 6   | 6   | 7   | 1   | 25  | 22† | 12.º | 67     | [ 20 ] |
| 2025* | Rodin Motorsport | MEL | MEL | SAK | SAK | IMO | IMO | MON | MON | BAR | BAR | SPI | SPI | SIL | SIL | SPA | SPA | BUD | BUD | MNZ | MNZ | 12.º | 48     | [ 21 ] |
| 2025* | Rodin Motorsport | 9   | Ret | 4   | 2   | 26  | 18  | 10  | 4   | 16  | 10  | 8   | 8   | 22  | 19  |     |     |     |     |     |     | 12.º | 48     | [ 21 ] |

- * Temporada en progreso.